# Fort Recovery
Fort Recovery és una vila dels Estats Units a l'estat d'Ohio. Segons el cens del 2000 tenia 1.273 habitants.

## Demografia
Segons el cens del 2000, Fort Recovery tenia 1.273 habitants, 508 habitatges, i 353 famílies. La densitat de població era de 512 habitants per km².
Dels 508 habitatges en un 32,9% hi vivien nens de menys de 18 anys, en un 57,5% hi vivien parelles casades, en un 9,3% dones solteres, i en un 30,5% no eren unitats familiars. En el 28% dels habitatges hi vivien persones soles el 14,2% de les quals corresponia a persones de 65 anys o més que vivien soles. El nombre mitjà de persones vivint en cada habitatge era de 2,5 i el nombre mitjà de persones que vivien en cada família era de 3,06.
Per edats la població es repartia de la següent manera: un 26% tenia menys de 18 anys, un 9,7% entre 18 i 24, un 27,7% entre 25 i 44, un 22,2% de 45 a 60 i un 14,4% 65 anys o més.
L'edat mediana era de 36 anys. Per cada 100 dones de 18 o més anys hi havia 95,8 homes.
La renda mediana per habitatge era de 41.471 $ i la renda mediana per família de 48.676 $. Els homes tenien una renda mediana de 34.219 $ mentre que les dones 22.361 $. La renda per capita de la població era de 17.600 $. Aproximadament el 2,8% de les famílies i el 3,9% de la població estaven per davall del llindar de pobresa.

## Poblacions properes
El següent diagrama mostra les poblacions més properes.